# Wikipédia en wolof
Wikipédia en wolof (en wolof : Wikipedia Wolof) est l’édition de Wikipédia en wolof, langue sénégambienne parlée principalement au Sénégal. L'édition est lancée officiellement en juin 2003 et dans les faits en février 2005. Son code est : wo.
Au 21 mars 2025, l'édition en wolof contient 1 715 articles et compte 16 374 contributeurs, dont 26 contributeurs actifs et 1 administrateur.

## Présentation

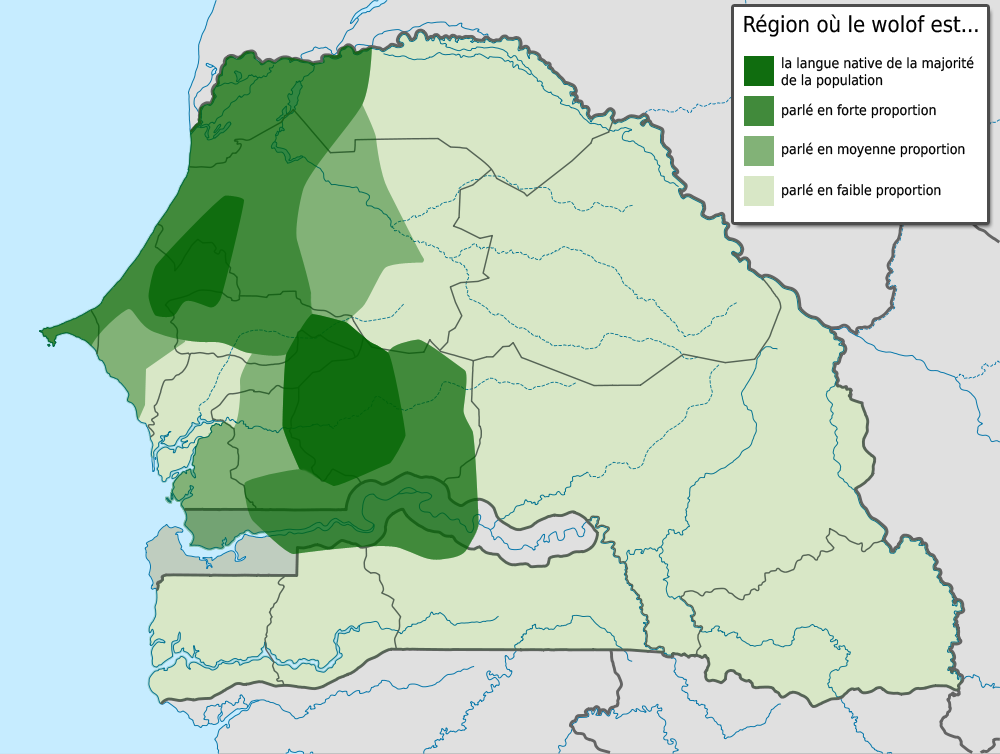
Aire de diffusion du wolof.

## Statistiques
- Le 13 mars 2015, l'édition en wolof compte 1 171 articles et 7 403 utilisateurs enregistrés[3], ce qui en fait la 229e[4] édition linguistique de Wikipédia par le nombre d'articles et la 179e[5] par le nombre d'utilisateurs enregistrés, parmi les 287 éditions linguistiques actives.
- Le 7 novembre 2022, elle contient 1 650 articles et compte 14 120 contributeurs, dont 18 contributeurs actifs et 3 administrateurs.
- Le 15 septembre 2024, elle contient 1 701 articles et compte 15 897 contributeurs, dont 21 contributeurs actifs et 2 administrateurs.